# Devario
Genre
Devario est un genre de poissons téléostéens de la famille des Cyprinidae et de l'ordre des Cypriniformes.

## Synonymes
- Paradanio Day, 1865
- Eustira Günther, 1868
- Rambaibarnia Fowler, 1934
- Danioides Chu, 1935
- Parabarilius Pellegrin & Fang, 1940
- Daniops Smith, 1945

## Liste des espèces
Selon FishBase (26 août 2015) :
- Devario acrostomus F. Fang & Kottelat, 1999
- Devario acuticephala Hora, 1921
- Devario aequipinnatus McClelland, 1839[2]
- Devario affinis Blyth, 1860
- Devario annandalei B. L. Chaudhuri, 1908
- Devario anomalus Conway, Mayden & K. L. Tang, 2009
- Devario apogon X. L. Chu, 1981
- Devario apopyris F. Fang & Kottelat, 1999
- Devario assamensis Barman, 1984
- Devario auropurpureus Annandale, 1918
- Devario browni Regan, 1907
- Devario chrysotaeniatus X. L. Chu, 1981
- devario coxi kullander et al., 2017
- Devario deruptotalea Ramananda & Vishwanath, 2014[3]
- Devario devario F. Hamilton, 1822
- Devario fangfangae Kottelat, 2000
- Devario fraseri Hora, 1935
- Devario gibber Kottelat, 2000
- Devario horai Barman, 1983
- Devario interruptus F. Day, 1870
- Devario kakhienensis J. Anderson, 1879
- Devario laoensis Pellegrin & P. W. Fang, 1940
- Devario leptos F. Fang & Kottelat, 1999
- Devario maetaengensis F. Fang, 1997
- Devario malabaricus Jerdon, 1849
- Devario manipurensis Barman, 1987
- Devario naganensis B. L. Chaudhuri, 1912
- Devario neilgherriensis F. Day, 1867
- Devario ostreographus McClelland, 1839
- Devario pathirana Kottelat & Pethiyagoda, 1990
- Devario peninsulae H. M. Smith, 1945
- Devario regina Fowler, 1934
- Devario salmonata Kottelat, 2000
- Devario shanensis Hora, 1928
- Devario sondhii Hora & Mukerji, 1934
- Devario spinosus F. Day, 1870
- Devario strigillifer G. S. Myers, 1924
- Devario suvatti Fowler, 1939
- Devario xyrops F. Fang & S. O. Kullander, 2009
- Devario yuensis Arunkumar & Tombi Singh, 1998

### Espèce non décrite
- Devario sp. "giraffe"